# Podravske Sesvete
Podravske Sesvete su općina u Hrvatskoj. Nalaze se u Koprivničko-križevačkoj županiji.

## Zemljopis
Podravske Sesvete nalaze se u Sjeverozapadnoj Hrvatskoj, na krajnjem istoku Koprivničko-križevačke županije, udaljene su oko 5 km od Podravske magistrale na jugu te rijeke Drave na istoku. 
Na zapadu se nalaze Podravski Peski, a na sjeveru ostatci čuvene Carske hrastove šume.

## Stanovništvo
S Podravskim Sesvetama cjelinu čine naselja Draganci (Podravske Sesvete) i Mekiš (Podravske Sesvete), koja imaju oko 600 domaćinstava s približno 2000 stanovnika. U blizini nema većih industrijskih središta pa su osnovne djelatnosti stanovništva poljoprivreda i obrt.
| broj stanovnika | 1625  | 1802  | 2100  | 2371  | 2760  | 3355  | 3450  | 3291  | 2965  | 2902  | 2682  | 2510  | 2206  | 1957  | 1778  | 1630  | 1446  |
|                 | 1857. | 1869. | 1880. | 1890. | 1900. | 1910. | 1921. | 1931. | 1948. | 1953. | 1961. | 1971. | 1981. | 1991. | 2001. | 2011. | 2021. |

| broj stanovnika | 1625  | 1802  | 2100  | 2371  | 2760  | 3355  | 3450  | 3291  | 2965  | 2902  | 2682  | 2510  | 2206  | 1957  | 1778  | 1630  | 1446  |
|                 | 1857. | 1869. | 1880. | 1890. | 1900. | 1910. | 1921. | 1931. | 1948. | 1953. | 1961. | 1971. | 1981. | 1991. | 2001. | 2011. | 2021. |

## Poznate osobe
- Blaž Lenger, hrv. pjevač
- Mato Kirin, političar[4]
- Sanja Rođak-Karšić, hrv. nogometna suditeljica
- Ivan Dolček, hrv. nogometaš
- Igor Drvenkar, hrv. pjevač

## Šport
Danas, Podravske Sesvete imaju u središtu mjesta vrlo razvijene sportske terene. Tu se nalaze igrališta za nogomet (osvijetljena je za noćne treninge), košarku, rukomet te travnati tereni koji se mogu koristiti i za druge vidove sportske rekreacije. Od organiziranih sportskih aktivnosti bitno je istaknuti stare narodne sportove i nogometni klub "NK Drava", koji je ujedno i nositelj sportskih okupljanja i sportskog duha mjesta. 

### Nogomet
- NK Drava Podravske Sesvete, osnovao je, na inicijativu mladeži, u proljeće 1950. godine, tadašnji seoski učitelj Đuka Šostarec iz Đurđevca.
- NK Mladost osnovan je 2005. godine. On se u sezoni 2008./09. natjecao se u 3. županijskoj ligi Koprivničko-križevačke županije. Danas klub ima oko 25 igrača.
- ŽNK Podravske Sesvete, osnovan je 2005. godine i nastupa u Ženskoj županijskoj ljetnoj ligi.

## Vanjske poveznice
- Službene stranice Općine Podravske Sesvete